# Diccionari català-valencià-balear
Le Diccionari català-valencià-balear (Dictionnaire catalan-valencien-baléare) est un dictionnaire visant à recueillir tout le matériel lexical de la langue catalane ; il est aujourd'hui encore une source précieuse pour les linguistes et amateurs de cette langue. Il est considéré comme l'un des travaux lexicographiques les plus importants dans le champ des langues romanes.
Il fut réalisé avec l'aide d'un grand nombre de collaborateurs, sous la direction et avec les participations essentielles du père Antoni Maria Alcover, de Francesc de Borja Moll et dans une moindre mesure, de Manuel Sanchis Guarner. Composé de dix volumes dans son édition originale, il fut terminé en 1963.
D'après son sous-titre, il s'agit d'« une œuvre rassemblant la langue parlée dans la principauté de Catalogne, dans l'ancien Royaume de Valence, les îles Baléares, et une partie du département français des Pyrénées orientales, les vallées d'Andorre, la frange orientale de l'Aragon et la ville d'Alghero en Sardaigne ».
Le dictionnaire est constitué de dix volumes dans sa version papier, avec un total de plus de 160 000 articles répartis sur 9 850 pages. Il est actuellement consultable en ligne.

## Histoire
Le projet débute en 1900, lorsqu'Alcover publie à Majorque la Lletra de Convit a tots els amics de la llengua catalana, invitant chacun à collaborer à la collecte de vocabulaire. Il construit un réseau de collaborateurs à travers ses excursions philologiques menées dans l’ensemble du domaine linguistique, seul ou accompagné de Bernhard Schädel et Francesc de Borja Moll. Tirant parti de ses relations dans les milieux ecclésiastiques, il obtient le soutien de l’évêque Pere Joan Campins. En 1901 il commence la publication du Bolletí del Diccionari de la Llengua Catalana, première revue de philologie d’Espagne, de périodicité mensuelle, afin d’assurer la coordination entre tous les participants.
En 1920, Francesc de Borja Moll s'installe à Majorque afin de travailler à l'œuvre comme secrétaire et rédacteur. À la mort d'Alcover en 1932, Borja Moll prend en charge la suite du développement de l'ouvrage.
Le premier fascicule est publié en 1926, l'impression du premier volume est achevée en 1930 mais, la dictature franquiste restreignant sévèrement ce genre d'initiatives, particulièrement durant les premières années, le dernier ne le sera qu'en 1962.